# Weimersheim (Weißenburg in Bayern)
Weimersheim ist ein Gemeindeteil der Großen Kreisstadt Weißenburg in Bayern im Landkreis Weißenburg-Gunzenhausen (Mittelfranken, Bayern). Die Gemarkung Weimersheim hat eine Fläche von 11,798 km². Sie ist in 1684 Flurstücke aufgeteilt, die eine durchschnittliche Flurstücksfläche von 7005,86 m² haben. In ihr liegen neben dem namensgebenden Ort die Gemeindeteile Hattenhof, Schmalwiesen und Weißenhof.

## Lage
Das Pfarrdorf liegt auf einer Höhe von 457 m ü. NHN im Altmühltal westlich der Ausläufer des Flüglinger Berges (541 m), inmitten von Feldern und Obstgärten. Der Weimersheimer Bach fließt durch den Ort. Nördlich von Weimersheim befinden sich die beiden Dörfer Stopfenheim und Massenbach (vier bzw. drei Kilometer Luftlinie), östlich Schmalwiesen und Hattenhof (beide ca. zwei Kilometer), südlich Holzingen, südwestlich Kattenhochstatt (beide zwei Kilometer), westlich Alesheim (vier Kilometer), nordwestlich über dem Flüglinger Berg liegt Störzelbach. Durch den Ort führt die Kreisstraße WUG 1.

## Geschichte
Spuren vorgeschichtlicher Befestigungen lassen auf eine frühe Besiedelung dieses Landstriches schließen. Zum ersten Mal wird „Vuimeresheim“ in einer Urkunde König Konrads von 914 erwähnt. In der Schenkungsurkunde des Wolftrigel und des Diemo von Fronhofen um das Jahr 1140 erscheint nebst anderen Adelsfamilien aus der Gegend ein Chǒnradus de Wimersheim. Eine Burganlage fränkischen Ursprunges war Sitz des Adelsgeschlechts der Kropfen von Flüglingen. Der Marschall Konrad Kropf von Flüglingen (siehe dazu Schlacht bei Tagliacozzo) aus dieser Linie wurde 1268 mit Konradin, dem letzten Hohenstaufer, und 100 weiteren Gefährten entgegen einem Gerichtsurteil in Neapel hingerichtet.
1731 und 1732 kamen viele protestantische Glaubensflüchtlinge aus Salzburg und dem österreichischen Waldviertel in die Umgebung von Weißenburg, so auch nach Weimersheim. 1933 hatte der Ort 533 Einwohner, 1939 waren es 513. Nach dem Zweiten Weltkrieg wurden auch hier Flüchtlinge angesiedelt. Die ehemalige Gemeinde wurde zusammen mit ihren damaligen Ortsteilen Hattenhof und Schmalwiesen im Zuge der Gemeindegebietsreform am 1. Juli 1972 nach Weißenburg eingegliedert.

## Sehenswertes

### Baudenkmäler
- St. Veits-Kirche: In der evangelischen St. Veits-Kirche wurden 1958 im Turm-Untergeschoss große Flächen von Fresken aus der zweiten Hälfte des 14. Jahrhunderts freigelegt. Eine dabei gefundene Taufschüssel aus dem 16. Jahrhundert ist eine Nürnberger Beckenschlägerarbeit aus Messing. Der Kirchturm mit Spitzhelm dieser mittelalterlichen Chorturmkirche wurde 1706 erhöht; das Langhaus wurde 1738 erweitert.

Das ehemalige Amtshaus an der Kindergartenstraße 2 ist ein zweigeschossiger Halbwalmdachbau aus der zweiten Hälfte des 18. Jahrhunderts. Das zweigeschossige Pfarrhaus am Weimersheimer Ring 25 wurde mit seinem Walmdach und seinem Anbau mit Halbwalmdach im Jugendstil um das Jahr 1905 erbaut. Die ehemalige Pfarrscheune ist ein Satteldachbau von 1907. Sein Nebengebäude ist ein massiver Bau mit Sattel- und Halbwalmdach und wurde um 1900 erbaut. Das ehemalige Judenhaus ist ein zweigeschossiger Walmdachbau aus dem 18. oder frühem 19. Jahrhundert. Eine Bauernhausgruppe befindet sich am Wiesengrund 3 und besteht aus einem eingeschossigen Satteldachbau und einem rückwärtig angeschlossenen zweigeschossigen Satteldachbau mit Fachwerk und vorgelagerter Altane aus dem 18. oder 19. Jahrhundert. Ein ehemaliger Dreiseithof war das eingeschossige Wohnstallhaus Störzelbacher Straße 11 mit Satteldach von 1845 und das eingeschossige Austragshaus aus dem 19. Jahrhundert. Ein Langhaus ist das eingeschossige Wohnstallhaus Störzelbacher Straße 8 mit Satteldach aus der Mitte des 19. Jahrhunderts. Die anderen Baudenkmäler in Weimersheim sind meist eingeschossige Bauern- oder Wohnstallhäuser mit Satteldach aus dem 18. oder 19. Jahrhundert.

### Bodendenkmäler
Die Kropfen von Flüglingen ließen am Flüglinger Berg eine turmhügelartige Burganlage errichten, als deren Reste heute noch die Wälle und Schanzen dieser ehemaligen Wallburg zu sehen sind. Dort befanden sich auch eine Freilandstation des Mesolithikums, eine Siedlung des Neolithikums, der Hallstatt- und vermutlich der Latènezeit.
Südlich von Weimersheim verlief eine römische Straße;  südlich und westlich des Ortes befanden sich zwei Villa Rusticas. Die untertägigen Bestandteile der St. Veits-Kirche und ihrer Vorgängerbauten sind ebenfalls als Bodendenkmal gekennzeichnet.

### Naturdenkmäler
- Linde mit einem Brusthöhenumfang von 7,31 m (2015)[11]

## Kultur und Veranstaltungen
Die jährliche Kirchweih findet am ersten Septembersonntag statt. Am 11. November besucht der Pelzmärtl, eine dem Hl. Martin ähnelnde Figur, die Kinder und bringt Nüsse und Süßes.

## Sonstiges
Der Ortskindergarten wurde 2008 in einen Montessori-Kindergarten umgewandelt, Stand 2019 mit 40 Kindern und 6 Betreuern.